# William Dod
William Dod, né le 18 juillet 1867 à Bebington  et mort le 8 octobre 1954 à Earl's Court, est un archer britannique. Il est le frère de la sportive britannique Lottie Dod.

## Biographie
Aux Jeux olympiques d'été de 1908 se tenant à Londres, William Dod est sacré champion olympique en double york round.